# Namonuito
Namonuito, chiamato anche Namonweito, Weito, o Isola Magur, è il più grande atollo degli Stati Federati di Micronesia nelle Isole Caroline, con un'area totale (isolette e laguna) di 2.267 km², senza considerare l'ancora più grande Laguna Truk è un tipo di atollo in forte stato di corrosione. In Micronesia, soltanto l'atollo Kwajalein delle Isole Marshall è così vasto.
Namonuito è situato a nord-ovestlies del distretto Oksoritod di Chuuk, il più vasto Stato federale degli Stati Federati di Micronesia, a 170 km nord-est della laguna Truk Di forma quasi triangolare, presenta a sud-ovest l'isoletta Ulul, l'isola principale (più grande e più popolosa), chiamata anche Onoun. Le altre isolette sono a nord-est, dall'isoletta Pisaras a sud-est, fino all'isoletta Makur, a nord. Tutte le 12 isolette hanno una superficie di soli 4.38 km². La popolazione è 1.341 abitanti (census of 2000).
Gli scogli intorno all'atollo sono in gran parte sommersi. La loro profondità varia dai 0.9 to 18.3 metri. La laguna non ha una profondità uniforme.
Pisaras, come vegetazione presenta palme da cocco ed altri tipi di alberi. L'isola Ulul è completamente coperta da palme.
Sull'isola c'è anche una stazione radio.
L'atollo, amministrativamente è diviso in cinque municipalità:
1. Makur
2. Onou
3. Onoun
4. Piherarh
5. Unanu